# NGC 1788
NGC 1788 é uma nebulosa de reflexão na constelação de Orion. É provável que Lynds 1616 seja parte dela.